# Éméville
Éméville – miejscowość i gmina we Francji, w regionie Hauts-de-France, w departamencie Oise.
Według danych na rok 1990 gminę zamieszkiwało 226 osób, a gęstość zaludnienia wynosiła 123 osoby/km² (wśród 2293 gmin Pikardii Éméville plasuje się na 772. miejscu pod względem liczby ludności, natomiast pod względem powierzchni na miejscu 1131.).